# Jądro przedsionkowe boczne

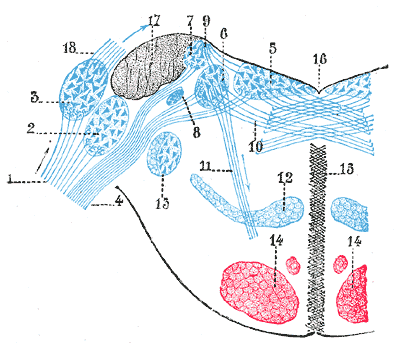
Przekrój przez pień mózgu w płaszczyźnie czołowej, jądro Deitersa zaznaczone jako 6

Jądro przedsionkowe boczne, jądro Deitersa (łac. nucleus vestibularis lateralis, nucleus Deiters) – w anatomii człowieka jedno z jąder pnia mózgu, do którego dochodzą włókna nerwowe części przedsionkowej nerwu przedsionkowo-ślimakowego. Wysyła drogę przedsionkowo-rdzeniową.
Opisał je niemiecki anatom Otto Friedrich Karl Deiters w 1865.
Nazwa jądra Deitersa została wprowadzona przez włoskiego anatoma Giambattistę Laurę.